# Дублін (Північна Кароліна)
Дублін (англ. Dublin) — місто (англ. town) в США, в окрузі Блейден штату Північна Кароліна. Населення — 267 осіб (2020).

## Географія
Дублін розташований за координатами 34°39′22″ пн. ш. 78°43′23″ зх. д. / 34.65611° пн. ш. 78.72306° зх. д. (34.656249, -78.723094).  За даними Бюро перепису населення США в 2010 році місто мало площу 1,13 км², уся площа — суходіл.

## Демографія
Згідно з переписом 2010 року, у місті мешкало 338 осіб у 131 домогосподарстві у складі 88 родин. Густота населення становила 300 осіб/км².  Було 145 помешкань (129/км²).
Расовий склад населення:
| - 66,9 % — білих - 19,5 % — чорних або афроамериканців - 1,5 % — корінних американців - 9,2 % — осіб інших рас |

До двох чи більше рас належало 3,0 %. Частка іспаномовних становила 10,9 % від усіх жителів.
За віковим діапазоном населення розподілялося таким чином: 28,1 % — особи молодші 18 років, 55,9 % — особи у віці 18—64 років, 16,0 % — особи у віці 65 років та старші. Медіана віку мешканця становила 38,8 року. На 100 осіб жіночої статі у місті припадало 94,3 чоловіків;  на 100 жінок у віці від 18 років та старших — 89,8 чоловіків також старших 18 років.
Середній дохід на одне домашнє господарство  становив 39 091 долар США (медіана — 30 800), а середній дохід на одну сім'ю — 41 938 доларів (медіана — 30 625). Медіана доходів становила 31 250 доларів для чоловіків та 25 526 доларів для жінок. За межею бідності перебувало 28,0 % осіб, у тому числі 31,2 % дітей у віці до 18 років та 15,0 % осіб у віці 65 років та старших.
Цивільне працевлаштоване населення становило 154 особи. Основні галузі зайнятості: виробництво — 22,1 %, освіта, охорона здоров'я та соціальна допомога — 19,5 %, мистецтво, розваги та відпочинок — 13,0 %, публічна адміністрація — 8,4 %.